# Reuben Wu
Reuben Wu (ur. 6 września 1975 w Liverpoolu) – brytyjski fotograf, artysta wizualny, projektant, muzyk i producent muzyczny, w latach 1999–2023 członek zespołu muzyki elektronicznej Ladytron.
Jako fotograf i artysta wizualny znany jest ze swoich obrazów odległych krajobrazów, wykorzystujących m.in. oświetlenie dronowe. Wykorzystuje klasyczną kombinację światło-krajobraz. Związany jest z National Geographic.

## Życiorys
Urodził się 6 września 1975 roku w Liverpoolu jako syn imigrantów z Hongkongu. Ukończył studia w zakresie wzornictwa przemysłowego na Sheffield Hallam University w 1997 roku. W międzyczasie, w 1994 roku, poznał w Liverpoolu Daniela Hunta, z którym w 1999 roku wraz z Mirą Aroyo i Helen Marnie założył zespół muzyki elektronicznej Ladytron. W 1998 roku ukończył studia magisterskie na Uniwersytecie w Liverpoolu. Pracował jako projektant przemysłowy w Cambridge aż do 2002 roku, kiedy to postanowił związać się z zespołem Ladytron na pełen etat. W zespole działał jako klawiszowiec, autor tekstów i producent. Podczas koncertów grał na syntezatorach.
We wrześniu 2003 roku wraz z Danelem Huntem i DJ Revo otworzył w Liverpoolu klub nocny Evol, a we wrześniu 2005 roku wraz z Danelem Huntem bar z restauracją i miejscem koncertowym Korova w Liverpoolu.
Wu był współautorem i producentem dwóch piosenek „Birds of Prey” i „Little Dreamer” z albumu Christiny Aguilery Bionic z 2010 roku.
Wykorzystując swoje umiejętności artysty i projektanta, zilustrował okładkę brytyjskiej edycji pierwszego albumu zespołu Ladytron zatytułowanego 604, a erę fotografii rozpoczął, dokumentując swoje podróże podczas trasy koncertowej z zespołem. Jego własna kariera artystyczna rozpoczęła się pod koniec 2012 roku, kiedy zespół zawiesił działalność, dzięki czemu mógł w pełni skupić się na własnej twórczości. Od tego czasu tworzył treści artystyczne dla takich firm, jak m.in.: General Electric, Apple, Mercedes-Benz, Jaguar, Land Rover czy Interscope.
W 2017 roku otrzymał zlecenie na wykonanie zdjęć do podwójnie platynowego singla Zedda i Alessii Cary „Stay” oraz singla Zedda i Liama Payne’a „Get Low” we współpracy z Samuelem Burgess-Johnsonem.
Został fotografem National Geographic w 2022 roku po tym, jak jego pierwsze zlecenie zostało opublikowane w magazynie – na okładce sierpniowego wydania znalazł się artykuł o Stonehenge. W tym artykule wykorzystał niekonwencjonalną technikę oświetlenia dronem, aby oświetlić starożytny megalit nocą. Zdjęcie to wygrało w kategorii „Projekt opowiadania historii online roku” w konkursie Pictures of the Year International Competition.
W marcu 2023 roku ogłosił swoje odejście z zespołu Ladytron, argumentując to rosnącym zaangażowaniem w karierę fotograficzną i artystyczną.
Mieszka w Chicago.

## Dyskografia

### Ladytron
- 604 (2001)[20]
- Light & Magic (2002)[20]
- Witching Hour (2005)[20]
- Velocifero (2008)[20]
- Gravity the Seducer (2011)[20]
- Ladytron (2019)[20]
- Time’s Arrow (2023)[20]